# 魏廷荣
魏廷荣（1890年－1974年），民国大陆时期上海滩闻人，政军人物，大收藏家，惊动一时的“魏廷荣绑票案”主角。

## 生平
1890年生于上海，祖籍余姚县（今属慈溪县洪魏村），与工程院魏敦山院士为同族之后。父亲魏启元为上海红帮裁缝代表人物，专为法国在沪官商定制西服，以熟拈法语。魏廷荣更是精通英文、法文。早年受洗为天主教徒，毕业于中法学堂（今上海光明中学前身）。受法国驻沪公董局委派乘邮轮赴法国留学，学费生活开支都由法方支付。学成回国，旋即出任中法银公司经理。后历任上海法租界中华义勇团司令、法租界商团司令、公董局临时行政委员会首任华人委员等要职。

## 收藏
魏是海上大收藏家，虽然自小接受欧式教育，却很得中国书画金石要旨。其收藏宏富，顶级藏品今流入各大博物馆，包括：
- 魏于1961年捐赠，清·邓石如·“海为龙世界，天是鹤家乡”行草五言联。是邓石如代表作，现藏中国国家博物馆[6]。
- 20世纪60年代捐赠，清·虚谷·《梅兰竹菊》四屏条，现藏杭州西泠印社，是西泠仅存的虚谷字画[需要較佳来源]。
- 元·王蒙·《青卞隐居图》巨作，为中国画史上最著名山水画之一，魏以20万元重金购下[7][8]，藏于上海徐家汇天主堂，1949年后捐赠上海博物馆[9]。

## 遗迹
魏是上海滩房地产巨商，其名下产业繁多，原徐家汇三分之二的土地为魏所有，其中较著名的有：
- 原上海第九丝绸織造厂
- 原上海市丝绸公司大楼
- 原上海市第六百货公司大楼
- 原上海市徐家汇路999号魏家花园
- 原上海市建国中路建国坊
- 原上海市泰康路平原坊
- 原上海家高邮路魏家小花園
- 原上海肇嘉浜畔“遂吾庐”，今肇嘉浜路740－750号[1]

## 家庭
- 原配清末首富朱葆三长女朱玉英
- 妾室京剧名伶吕月樵之女吕美玉[1]
- 膝下有子8人，女6人，共14名子女，后代多移居美国。较有名的魏瑞宝（四女）嫁徐圣禅之子，后人有徐光炎（女香港演员徐濠縈，嫁歌手陳奕迅。“濠縈”意为缭绕的濠水，是徐氏祖籍地浙江镇海县城关的一条小河，今存濠桥）。魏莲深（七子），美籍华人画家，吴湖帆得意关门弟子[10]。